# Pobožnost

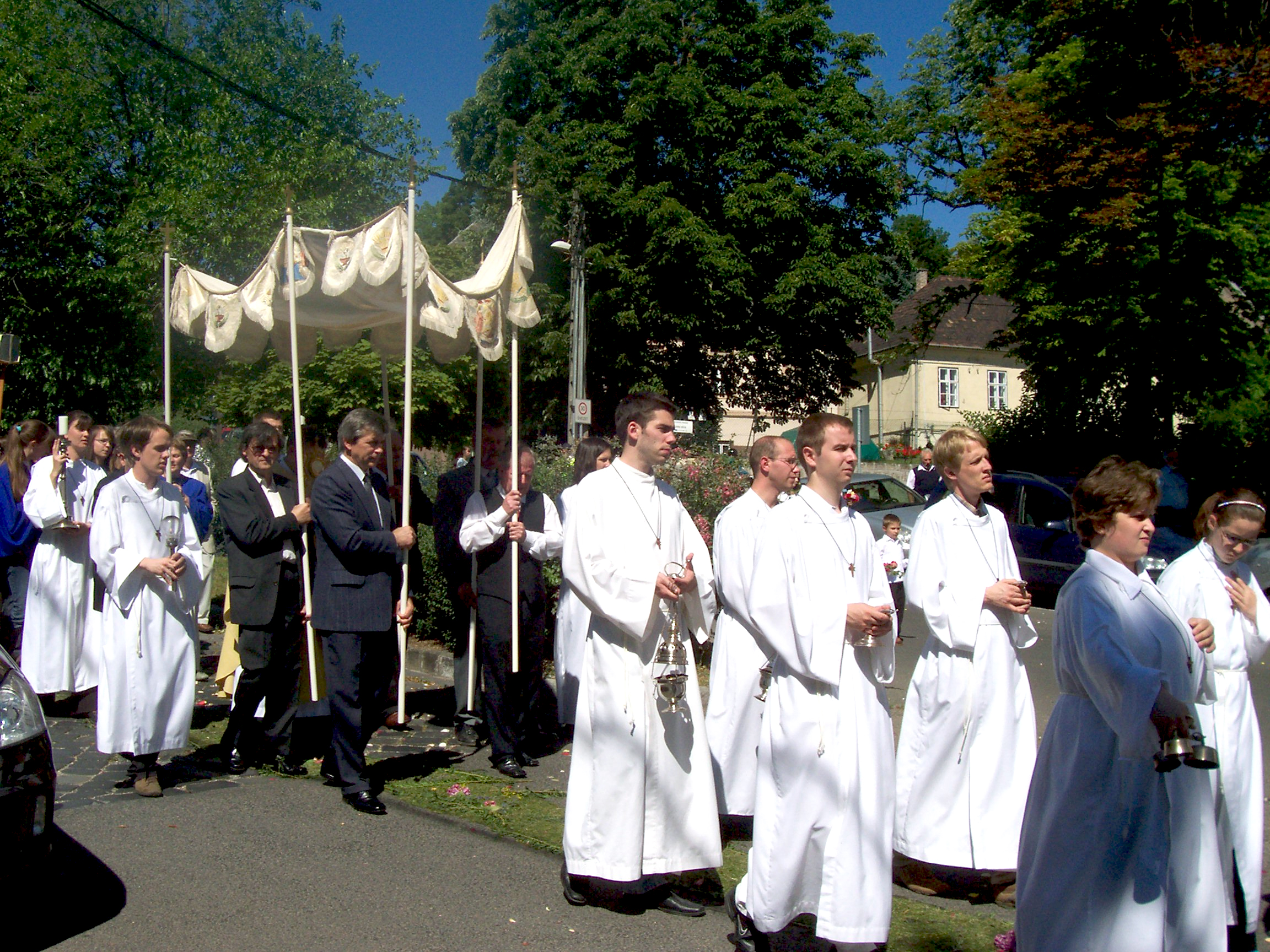
Pobožnost v Maďarsku

Pobožnost je v křesťanství veřejný nebo soukromý náboženský úkon, který není součástí oficiální liturgie, nýbrž spíše projevem lidové zbožnosti a úcty k Panně Marii a ostatním světcům. Mezi pobožnosti patří například:
- májová pobožnost
- růžencová pobožnost
- pobožnost křížové cesty
- průvod Božího Těla (o slavnosti Těla a Krve Páně)
- devítníková pobožnost (novéna)
- eucharistická adorace
- modlitba
- zpěv duchovních písní